# Усть-Салда
Усть-Салда — село в городском округе Верхотурский Свердловской области России. Село находится на пути паломников, следующих на поклонение чудотворным мощам праведного Симеона. 

## Географическое положение
Усть-Салда расположена в 34 километрах (по автодорогам в 39 километрах) к востоку-юго-востоку от города Верхотурья, на правом берегу реки Туры, в устье её правого притока — реки Салды. В окрестностях села располагается ботанический природный памятник — Усть-Салдинский кедровник, припоселковое насаждение кедра.

## История деревни
Село было основано в первой половине XVII века крестьянином Нифантовым, по фамилии которого была названа деревня Нифантова. Современное название поселение Усть-Салда получило в XVIII веке.

## Петро-Павловская церковь
На месте одной из остановок святых мощей праведного Симеона Верхотурского при их перенесении из Меркушина в Верхотурье в 1704 году. 25 мая 1889 года была заложена каменная, однопрестольная церковь, которая была освящена во имя апостолов Петра и Павла 29 декабря 1893 года. Церковь была закрыта в 1932 году, в советское время в здании размещался клуб. Храм был возвращён Русской православной церкви в декабре 2006 года.

## Население
| 1873 | 2002 | 2010 | 2021 |
| ---- | ---- | ---- | ---- |
| 119  | ↗286 | ↘225 | ↘155 |